# Reichsstraße 390
Die Reichsstraße 390 (R 390) war bis 1945 eine Staatsstraße des Deutschen Reichs, die teilweise auf 1939 annektiertem polnischem Gebiet (Polnisch-Oberschlesien) lag. Sie verlief, in Ratibor (heute Racibórz) an der Reichsstraße 118 (heute Droga krajowa 45) beginnend auf der Trasse der heutigen DW 935 über Rybnik, Żory (Sohrau), weiter auf der Trasse der heutigen Droga krajowa 81 nach Mikołów (Nicolai) und endete an der Reichsstraße 5 in Katowice (Kattowitz). 1942 wurde auf einem Teil ihrer Trasse die Reichsstraße 432 eingerichtet.
Ihre Gesamtlänge betrug rund 79 Kilometer.